# Kolczakówka białobeżowa

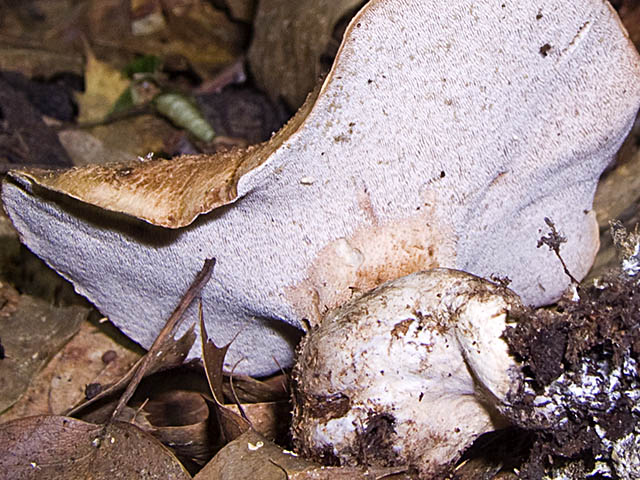

Kolczakówka białobeżowa (Hydnellum underwoodii Banker) – gatunek grzybów należący do rodziny kolcownicowatych (Bankeraceae).

## Systematyka i nazewnictwo
Pozycja w klasyfikacji według Index Fungorum: Hydnellum, Bankeraceae, Thelephorales, Incertae sedis, Agaricomycetes, Agaricomycotina, Basidiomycota, Fungi.
Po raz pierwszy takson ten opisał w 1906 r. Howard James Banker. Synonimy:
- Hydnum murrillii (Banker) Sacc. & Trotter 1925
- Hydnum radicatum (Banker) Sacc. & Trotter 1925
- Hydnum underwoodii (Banker) Sacc. & Trotter 1912
- Sarcodon murrillii Banker 1913
- Sarcodon radicatus Banker 1913
- Sarcodon underwoodii Banker 1906

Nazwa polska na podstawie rekomendacji Komisji ds. Polskiego Nazewnictwa Grzybów przy Polskim Towarzystwie Mykologicznym. W niektórych opracowaniach występuje pod nazwą sarniak białobeżowy.

## Morfologia
Kapelusz
Średnica 7–10 cm. Powierzchnia czerwonawo-brązowa, potem żółtawo-brązowa, pokryta łuskami, które z wiekiem stają się coraz większe.
Hymenofor
Kolczasty. Kolce jednokolorowe, na końcach jaśniejsze, krótkie, do 3 mm długości.
Trzon
Wysokość 2–5 cm, średnica 0,5–1,2 cm. Powierzchnia różowobrązowa, kutnerowata.
Miąższ
Biały, po uszkodzeniu powoli różowiejący, a w ciągu dwunastu godzin zmieniający barwę na brązową. Ma mączny zapach i smak od lekko do bardzo gorzkiego.
Zarodniki
Od kulistych do elipsoidalnych, nieamyloidalne, 5–6 (6,5) × 4,8–5,5 (6) µm.

## Występowanie i siedlisko
Kolczakówka białobeżowa po raz pierwszy opisana została w Ameryce Północnej. Miejscami jest tam dość częsta. W Europie podano pojedyncze jej stanowiska w Holandii, Francji i Belgii. Przeprowadzone w 2020 r. badania molekularne wykazały jednak, że wszystkie europejskie okazy zaliczone do tego gatunku należą do innych gatunków. W Polsce znane jest tylko jedno stanowisko kolczakówki białobeżowej, już historyczne i na dokładkę wątpliwe. Podał je Eichler w 1914 r. w miejscowości Międzyrzec Podlaski. Mimo to w latach 1995–2004 gatunek ten podlegał ochronie częściowej, a od roku 2004 podlega ochronie ścisłej bez możliwości zastosowania wyłączeń spod ochrony uzasadnionych względami gospodarki rolnej, leśnej lub rybackiej.
Naziemny grzyb mykoryzowy współżyjący z dębami. Występuje w lasach liściastych.